# ドクVSデカ
『ドクVSデカ』（ドクデカ）は、2002年から2004年までテレビ朝日系「土曜ワイド劇場」で放送されたテレビドラマシリーズ。全2回。主演は柴田恭兵、内藤剛志。
正式なシリーズ名は『ドクVSデカ〜心療内科医&殺人課刑事の捜査ファイル〜』。タイトルで表記されている「VS」は読まずに「ドクデカ」と発音する。
東京の月島で心療内科の診療所を開業している沢木仙太郎（柴田恭兵）と、晴海署の刑事森崎（内藤剛志）が主人公。人情味はあるがどこか頼りない沢木が、強引な捜査方法をとる森崎と衝突しながらも互いに協力して事件の真相に迫っていく。

## 登場人物

### レギュラー
沢木仙太郎＝ドク
演 - 柴田恭兵
心療内科医、東大医学部卒。バツイチの独身で子供が一人いる。
森崎宗政＝デカ
演 - 内藤剛志
晴海警察署の刑事。
西村
演 - 塩屋俊
晴海警察署の刑事課長。階級は警部。
赤嶺
演 - 小林正寛（第1作）、坂田聡（第2作）
晴海警察署の刑事。
吉本
演 - 徳井優
鑑識員。

### ゲスト
第1作「私が父を殺しました…自白した女は記憶喪失！マフラーで刺し殺す？」（2002年）
- 河合裕美子（沢木の患者で記憶喪失・食品会社「陶洋食品」のOL） - 高橋かおり
- 柏木保（裕美子の婚約者） - 沢向要士
- 河合達也（裕美子の父親で陶洋食品の常務） - 谷本一
- 野沢（晴海警察署 刑事） - 本田豊
- 中村美紀（陶洋食品 社員） - 永田めぐみ
- 秋元凪子（陶洋食品 社員） - 桐子
- チーフ - 杉山彩子
- 岡田サキ - 川渕真由美
- 柏木（柏木の母） - 青木和代
- 村松夏実（イタリア料理屋台のシェフ） - 高田聖子
- 石野涼子（裕美子の上司） - 山下容莉枝
- 高田沙織（裕美子の同僚） - 小林恵
- 三枝俊之（陶洋食品 常務） - 西田健

第2作「緑色の炎に焼かれた男と女!!誘惑された通り魔」（2004年）
- 島田明美（屋台のイタリア料理店のシェフ） - 遠藤久美子
- 塩原珠代（浅沼心療内科の看護師） - 角替和枝
- 小宮山守（沢木が以前治療した患者） - 甲本雅裕
- 浅沼尚樹（沢木の大学時代の先輩医師） - 世古陽丸
- 野崎（刑事） - 日向勉
- 田島雪枝 - 川嶋朋子
- 平井実里 - 建みさと
- 惣菜屋 - でんでん
- 奥さん - 山本ふじこ
- 主婦 - 小林美江
- 警官 - 深沢敦
- 小早川ゆかり（沢木の患者） - 相田翔子
- 浅沼桂子（心療内科医・浅沼の妻） - 大島さと子
- その他出演者 - 松本美千穂、舟木幸　ほか

## スタッフ
- プロデューサー - 松本基弘（テレビ朝日）、香月純一（東映）、丸山真哉（東映）
- 脚本 - 大石哲也[1]、深沢正樹[2]
- 監督 - 油谷誠至
- 音楽 - 丸山和範
- 技術協力 - バル・エンタープライズ
- 制作 - テレビ朝日、東映

## 放送日程
| 話数 | 放送日         | サブタイトル                                                  | 脚本     | 監督     | 視聴率 |
| ---- | -------------- | ------------------------------------------------------------- | -------- | -------- | ------ |
| 1    | 2002年12月14日 | 私が父を殺しました…自白した女は記憶喪失！マフラーで刺し殺す？ | 大石哲也 | 油谷誠至 | 14.4%  |
| 2    | 2004年09月04日 | 緑色の炎に焼かれた男と女!!誘惑された通り魔                    | 深沢正樹 | 油谷誠至 | 15.2%  |

- 視聴率はビデオリサーチ調べ、関東地区・世帯